# مسجد منبر کهنه
 مسجد منبر کهنه واقع در شهر بندرعباس در بخش مرکزی از توابع شهرستان بندرعباس در استان هرمزگان و یکی از نقاط دیدنی استان هرمزگان در جنوب ایران است.
 مسجد تاریخی منبر کهنه در سمت مغرب شهر بندرعباس واقع شده‌است. در بیرون محوطه مسجد از طرف شرق، مقبره‌ای وجود دارد که بر لوح آن نام صاحب مقبره که از علمای معروف آن دوره و امام جماعت بوده، حک شده‌ است. لوح دیگری در عمارت مسجد وجود دارد که خوانا نیست و فرو ریخته‌است ولی نام‌های ائمه اطهار بر آن نقر شده و در آخر آن چنین نگاشته شده‌است:
«این مسجد عمارت حاجی باقر است و در ماه رمضان ۱۰۸۳ هجری قمری به پایان رسیده‌ است» بنابراین مشخص می‌شود مسجد مزبور در زمان صفویه بنا شده‌ و از آن زمان مورد استفاده قرار گرفته‌است.
در سال ۱۳۳۲ هجری قمری حاج شیخ احمد گله‌داری، از تجار معروف مسجد را مرمت کرده‌است.

## منبع
- زنده‌دل، دستیاران، حسن. (مجموعه کتابهای راهنمای جامع ایرانگردی استان هرمزکان)  ج۱. چاپ وانتشار سال ۱۹۹۸ میلادی.